# Pinguicula immaculata
Pinguicula immaculata este o specie de plante carnivore din genul Pinguicula, familia Lentibulariaceae, ordinul Lamiales, descrisă de S. Zamudio și Amp; A. Lux. Conform Catalogue of Life specia Pinguicula immaculata nu are subspecii cunoscute.